# Гайленд-Біч (Меріленд)
Гайленд-Біч (англ. Highland Beach) — місто (англ. town) в США, в окрузі Енн-Арундел штату Меріленд. Населення — 118 осіб (2020).

## Географія
Гайленд-Біч розташований за координатами 38°55′56″ пн. ш. 76°27′59″ зх. д. / 38.93222° пн. ш. 76.46639° зх. д. (38.932113, -76.466512).  За даними Бюро перепису населення США в 2010 році місто мало площу 0,19 км², з яких 0,16 км² — суходіл та 0,02 км² — водойми. В 2017 році площа становила 0,20 км², з яких 0,18 км² — суходіл та 0,02 км² — водойми.

## Демографія
Згідно з переписом 2010 року, у місті мешкало 96 осіб у 46 домогосподарствах у складі 27 родин. Густота населення становила 510 осіб/км².  Було 74 помешкання (393/км²).
Расовий склад населення:
| - 70,8 % — чорних або афроамериканців - 19,8 % — білих - 1,0 % — азіатів - 5,2 % — осіб інших рас |

До двох чи більше рас належало 3,1 %. Частка іспаномовних становила 5,2 % від усіх жителів.
За віковим діапазоном населення розподілялося таким чином: 10,4 % — особи молодші 18 років, 61,5 % — особи у віці 18—64 років, 28,1 % — особи у віці 65 років та старші. Медіана віку мешканця становила 55,7 року. На 100 осіб жіночої статі у місті припадало 95,9 чоловіків;  на 100 жінок у віці від 18 років та старших — 100,0 чоловіків також старших 18 років.
Середній дохід на одне домашнє господарство  становив 127 365 доларів США (медіана — 130 000), а середній дохід на одну сім'ю — 139 224 долари (медіана — 140 625). За межею бідності перебувало 8,2 % осіб, у тому числі 20,0 % дітей у віці до 18 років та 0,0 % осіб у віці 65 років та старших.
Цивільне працевлаштоване населення становило 53 особи. Основні галузі зайнятості: освіта, охорона здоров'я та соціальна допомога — 39,6 %, публічна адміністрація — 32,1 %, роздрібна торгівля — 11,3 %, мистецтво, розваги та відпочинок — 5,7 %.